# Famous Last Words (band)
Famous Last Words is een Amerikaanse metalcore/posthardcoreband afkomstig uit Petoskey, Michigan.

## Biografie
De band werd opgericht in 2010 door Jeremy "JT" Tollas, Jesse Maddy, Ethan Osborn en Craig Simons en zij brachten in 2010 hun debuut-ep You  Could Have Made This Easier onder de naam A Walking Memory. Datzelfde jaar nog brachten ze onder een nieuwe en blijvende naam, Famous Last Words, een tweede ep, In Your Face, uit via InVogue Records.
Op 30 april 2013 brachten ze hun eerste conceptalbum uit. Two Faced Charade schets het verhaal van een schizofreen buitenbeentje dat verliefd wordt op zijn buurmeisje, waarna hij achtereenvolgens het vriendje van zijn buurmeisje, het buurmeisje zelf en uiteindelijk ook zichzelf van het leven beroofd. Ter promotie van het album vergezelden ze Crown the Empire op hun The Generation Tour, waar ze samen met Capture, Palisades en Heartist het voorprogramma verzorgden.
In 2014 brengt de band haar tweede album Council of the Dead uit, waarna ze onder andere met For All I Am en Kingdom of Giants door de Verenigde Staten toeren voor de The InVogue Records Tour. Een jaar later, in 2015 toert de band nog eens door de Verenigde Staten, ditmaal met de The Touring Dead toer.
In 2016 bracht de band haar derde studioalbum The Incubus uit na eerder al de overstap gemaakt te hebben naar Revival Recordings. De daaropvolgende jaren werden gekenmerkt door vele wisselingen in de personele bezetting van de band, alsmede een switch naar een nieuw record label, ditmaal SBG Records. Via SBG Records bracht de band op 16 mei 2019 haar vierde ep, Arizona, uit.

## Personele bezetting
Huidige leden
- Jeremy "JT" Tollas – leidende vocalen (2010–heden)
- Evan Foley - gitaar, achtergrondvocalen (2014–heden)
- Tyler Myklebust – bas (2018–heden), slaggitaar (2012–2018)
- Cody Paige — drums (2018–heden)

Voormalige leden
- Jesse Maddy – bas (2010–2013)
- Ethan Osborn – leidende gitaar, achtergrondvocalen (2010-2014), slaggitaar (2010-2012)
- Craig Simons – drums, achterrondvocalen (2010–2017)
- Matthew Bell – bas, achtergrondvocalen  (2014–2018)

Tijdlijn

## Discografie
Studioalbums
- Two-Faced Charade (2013)
- Council of the Dead (2014)
- The Incubus (2016)

Ep's
- You Could Have Made This Easier (als A Walking Memory) (2010)
- In Your Face (2010)
- Pick Your Poison (2012)
- Arizona (2019)

## Verantwoording
Dit artikel of een eerdere versie ervan is een (gedeeltelijke) vertaling van het artikel Famous Last Words (band) op de Engelstalige Wikipedia, dat onder de licentie Creative Commons Naamsvermelding/Gelijk delen valt. Zie de bewerkingsgeschiedenis aldaar.